# Sân bay Kolokope
Sân bay Kolokope (ICAO: DXKP) là một sân bay ở Anié, vùng Plateaux, Togo.

## Vị trí và cơ sở vật chất
Sân bay nằm trên độ cao 591 ft (180 m) so với mực nước biển và có một đường băng dài 800 m.